# 阿歷士·泰斯拿
阿歷士·泰斯拿·桑托斯（葡萄牙語：Alex Teixeira Santos，發音：[aˈlɛks te(j)ˈʃejɾɐ]；1990年1月6日—）是巴西職業足球運動員，司職攻擊中場，曾效力於土耳其足球超级联赛俱樂部贝西克塔什。

## 外部連結
- （葡萄牙文） netvasco.com.br （页面存档备份，存于）
- （葡萄牙文） CBF[]
- （葡萄牙文） oglobo.globo.com （页面存档备份，存于）
- （葡萄牙文） globoesporte （页面存档备份，存于）
- （葡萄牙文） netvasco statistics 2008 （页面存档备份，存于）
- （西班牙文） Perlas del fútbol （页面存档备份，存于）
- Alex Teixeira （页面存档备份，存于） at Topforward
- UEFA Profile （页面存档备份，存于）